# Borsonella omphale
Borsonella omphale é uma espécie de gastrópode do gênero Borsonella, pertencente a família Borsoniidae.